# Prévias presidenciais do PSDB em 2021
As prévias presidenciais do Partido da Social Democracia Brasileira (PSDB) foram uma disputa eleitoral organizada a fim de selecionar o candidato da legenda que disputará a eleição presidencial no Brasil em 2022. O primeiro turno da votação estava marcado inicialmente para a data de 21 de novembro de 2021, porém devido a problemas técnicos no aplicativo de votação, a votação foi suspensa e remarcada para 27 de novembro de 2021, ocasião em que João Doria, foi escolhido e anunciado como candidato da sigla na disputa vindoura.
Um total de 4 candidatos entraram na disputa, o governador de São Paulo, João Doria, o governador do Rio Grande do Sul, Eduardo Leite e o ex-senador do Amazonas, Arthur Virgílio. O senador Tasso Jereissati também se inscreveu para participar da disputa, retirando sua candidatura ainda no início da campanha, declarando apoio a Leite.

## Contexto

### Eleição presidencial no Brasil em 2018

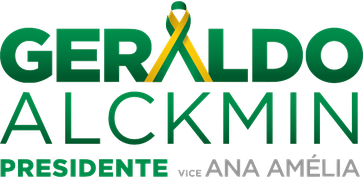
Logotipo da campanha de Alckmin a presidência em 2018.

Em 2018, o PSDB escolheu o então governador de São Paulo Geraldo Alckmin como candidato à presidência. O partido formou a coligação "Para Unir o Brasil" - maior coligação do pleito -, composta também por Democratas (DEM), Progressistas (PP), Partido da República (PR), Partido Republicano Brasileiro (PRB), Solidariedade (SD), Partido Trabalhista Brasileiro (PTB), Partido Social Democrático (PSD) e Partido Popular Socialista (PPS). Na eleição, o PSDB teve seu pior resultado eleitoral de sua história, obtendo apenas 5% dos votos na disputa presidencial e perdendo quase metade de seus deputados, além de 2 senadores, no Congresso Nacional. No segundo turno da eleição, o PSDB declarou neutralidade e elegeu apenas 3 governadores, o menor número desde 1990.  Apesar da posição oficial de neutralidade, diversos candidatos do partido declararam apoio a candidatura de Jair Bolsonaro  (PSL), como Eduardo Leite, João Dória e Domingos Savio.

### Governo Bolsonaro
Em 2019, o PSDB se declarou como um partido independente do governo, criticando os aspectos mais autoritários do Governo Bolsonaro sem, no entanto, deixar de votar a favor da maior parte da agenda econômica do governo no Congresso. O Partido fechou questão a favor da Reforma da Previdência.
Em 2020, Jair Bolsonaro nomeou Rogério Marinho, filiado ao PSDB, como Ministro do Desenvolvimento Regional.  Apesar do partido ser favorável à nomeação, Rogério Marinho acabou deixando o partido devido a vontade da legenda de se manter distante do Governo Bolsonaro.
Durante da Pandemia de COVID-19 no Brasil, o PSDB tornou mais aberta as críticas a Bolsonaro. João Doria, governador de São Paulo, e Eduardo Leite, governador do Rio Grande do Sul, foram na contramão do presidente e determinaram distanciamento social, fechamento de escolas e restaurantes, bem como quarentena obrigatória. Notoriamente, João Doria conseguir trazer a vacina CoronaVac para o Brasil, em parceira entre o Instituto Butantã e a Sinovac Biotech, e fazendo São Paulo ser o primeiro estado a iniciar a vacinação.
2021, em resposta a radicalização do discurso autoritário de Jair Bolsonaro durante os protestos de 7 de setembro, no qual o presidente discursou contra o Supremo Tribunal Federal (STF) e afirmou que não cumpriria mais decisões da Corte, o PSDB anunciou ser oposição a Bolsonaro e começou a discutir apoiar o impeachment do presidente. A votação começou no dia 21 de novembro de 2021, porém uma falha no aplicativo suspendeu a votação do primeiro turno por tempo indeterminado, após isso o PSDB contratou outra empresa para a retomada da votação.

## Processo
A coordenação para a realização das prévias do PSDB coube a uma comissão, organizada pelos membros da legenda.

### Cronologia
- 20 de setembro: Data limite para as inscrições.
- 18 de outubro: Data para início dos debates.
- 21 de novembro: Primeiro turno.
- 28 de novembro: Segundo turno.

### Regras
O modelo apresentado prevê a divisão do colégio eleitoral do PSDB em quatro grupos, sendo que três deles são formados por detentores de mandato. Cada um desses conjuntos vale por 25% da votação. A sigla estima que tenha cerca de 1,3 milhão de filiados, mas que cerca de 500 mil participem ativamente da vida partidária.

#### Grupos
- Grupo 1: Filiados que se registraram até 31 de maio de 2021 (peso 25%). [nota 1]

- Grupo 2: Prefeitos e vice-prefeitos (peso 25%). [nota 2]

- Grupo 3: Vereadores, deputados estaduais e distritais (peso 25%). [nota 3]

- Grupo 4: Governadores, vice-governadores, senadores, deputados federais, presidente e ex-presidentes da Executiva Nacional (peso 25%). [nota 4] [nota 5]

## Candidatos
Após o anúncio do comitê nacional do PSDB acerca da realização das prévias para a escolha do candidato presidencial do partido para as eleições de 2022, quatro nomes anunciaram publicamente o interesse em disputar as prévias:
| Candidato       | Idade e naturalidade                                     | Cargos ocupados                                                                               |
| --------------- | -------------------------------------------------------- | --------------------------------------------------------------------------------------------- |
| Arthur Virgilio | 15 de novembro de 1945 (75 anos) Manaus, Amazonas        | Senador pelo Amazonas (2003-2011) Prefeito de Manaus (1989-1993) e (2013-2021)                |
| Eduardo Leite   | 10 de março de 1985 (36 anos) Pelotas, Rio Grande do Sul | Governador do Rio Grande do Sul (2019-2022) e (2023-presente) Prefeito de Pelotas (2013-2017) |
| João Doria      | 16 de dezembro de 1957 (63 anos) São Paulo, São Paulo    | Governador de São Paulo (2019-2022) Prefeito de São Paulo (2017-2018)                         |

### Desistências
Ao decorrer das prévias, um nome anunciou publicamente a sua desistência das prévias:
| Nome             | Nome | Cargos ocupados                                                            | Candidatura Data de desistência                 |
| ---------------- | ---- | -------------------------------------------------------------------------- | ----------------------------------------------- |
| Tasso Jereissati |      | Senador pelo Ceará (2015-2023) Governador do Ceará (1987–1991) (1995–2002) | Retirou a candidatura em:28 de setembro de 2021 |

## Apoios
Ao longo da disputa, várias personalidades foram declarando apoio aos candidatos, incluindo prefeitos, governadores, deputados e senadores do partido. Além de personalidades, alguns diretórios estaduais do partido também fecharam questão sobre o apoio aos candidatos. 

### Personalidades do Partido
| Optaram por João Dória: - Fernando Henrique Cardoso, presidente do Brasil (1995-2003); - Alexandre Frota, deputado federal por São Paulo (2019-); - Antônio Imbassahy, ex-deputado federal pela Bahia (2011-2019); - Ezequiel Ferreira, presidente do PSDB-RN; - Izalci Lucas, senador pelo Distrito Federal e presidente do PSDB-DF; - Joice Hasselmann, Deputada Federal por São Paulo (2019-); - Mara Gabrilli, senadora por São Paulo - Nilson Pinto, Deputado Federal pelo PA (1999-). - Paulo Marinho, ex-presidente do PSDB-RJ (2019-2021); - Rodrigo Garcia, vice-governador de São Paulo (2019-); - Tomás Covas, filho do ex-prefeito de São Paulo Bruno Covas (2018-2021); - Yeda Crusius, presidente do PSDB Mulher e ex-governadora do Rio Grande do Sul (2007-2011). - Orlando Morando, Prefeito de São Bernardo do Campo (2017-) | Optaram por Eduardo Leite: - Ademar Trajano, Presidente da Assembleia Legislativa do Paraná; - Adolfo Viana, Deputado Federal da Bahia; - Aécio Neves, Candidato Presidencial do PSDB nas Eleições Presidenciais 2014, Deputado Federal por MG (2019-); - Álvaro Costa Dias,Prefeito de Natal 2018-atual - Antonio Carlos Pannunzio, Deputado Federal por SP (1995-2011); - Armínio Fraga, Ex-presidente do Banco Central; - Beto Richa, Ex-Governador do Paraná; - Eduardo Barbosa, Deputado Federal por Minas Gerais; - Geovania de Sá, Deputada Federal por SC (2015-); - Evandro Losacco, ex-deputado estadual e vice-presidente do PSDB-SP; - Felício Ramuth, Prefeito de São José dos Campos; - Flexa Ribeiro, Ex-senador pelo Pará; - Floriano Pesaro, Deputado Federal por São Paulo; - Geraldo Alckmin, ex-governador de São Paulo, candidato do PSDB nas eleições de 2006 e 2018; - Paulo Serra, Prefeito de Santo André-SP (2007-); - Pedro Cunha Lima, Deputado Federal pela Paraíba; - Pedro Tobias, Deputado Estadual por SP (2003-2019); - Raquel Lyra, Prefeita de Caruaru; - Rodrigo Cunha, Senador por Alagoas; - Rodrigo de Castro, Deputado Federal por Minas Gerais; - Simão Jatene, Ex-Governador do Pára; - Tasso Jereissati, Senador pelo Ceará (2003–2011, 2015–presente); - Xexéu Trípoli, líder do PSDB na Câmara Municipal da São Paulo; |

### Segmentos e Diretórios Estaduais do Partido
| Optaram por João Dória: - Diretório Estadual do PSDB no Acre; - Diretório Estadual do PSDB no Pará; - Diretório Estadual do PSDB no Distrito Federal; - Diretório Estadual do PSDB em São Paulo; - Diretório Estadual do PSDB no Rio Grande do Norte; | Optaram por Eduardo Leite: - Diretório Estadual do PSDB em Minas Gerais; - Diretório Estadual do PSDB no Paraná; - Diretório Estadual do PSDB no Amapá; - Diretório Estadual do PSDB na Bahia; - Diretório Estadual do PSDB no Rio Grande do Sul; - Diretório Estadual do PSDB em Alagoas; - Diretório Estadual do PSDB em Santa Catarina; - Diretório Estadual do PSDB em Goiás; - Diretório Estadual do PSDB no Ceará; - Diretório Estadual do PSDB no Mato Grosso do Sul; - Juventude do PSDB (JPSDB); - JPSDB Paraíba; - Tucanafro Paraíba; - Diversidade Tucana Paraíba; - PSDB Ambiental Paraíba; |

## Debates
Os debates na primeira prévia presidencial do PSDB foram realizados de 19 de outubro até o dia 17 de novembro de 2021.

### Primeiro turno
| Data                   | Organizadores | Mediadores                      | Virgílio | Leite    | Doria    |
| ---------------------- | ------------- | ------------------------------- | -------- | -------- | -------- |
| 19 de outubro de 2021  | Grupo Globo   | Vera Magalhães                  | Presente | Presente | Presente |
| 12 de novembro de 2021 | Estadão       | Eliane Cantanhêde               | Presente | Presente | Presente |
| 14 de novembro de 2021 | GloboNews     | Julia Duailibi e Octávio Guedes | Presente | Presente | Presente |
| 17 de novembro de 2021 | CNN Brasil    | Carol Nogueira                  | Presente | Presente | Presente |

## Votação

### Falhas no aplicativo "Prévias PSDB"
Em 21 de novembro de 2021, data do primeiro turno das prévias, o aplicativo “Prévias PSDB”, utilizado para votação, apresentou instabilidade ainda no período da manhã, o partido desta forma estendeu o prazo para votação até às 18h — anteriormente, a votação se encerraria às 15h. Contudo, a instabilidade permaneceu e os votantes não conseguiram depositar seus votos por meio do aplicativo.
Diante da impossibilidade de conclusão da votação do primeiro turno para a data prevista, o partido comunicou a suspensão da votação no final da tarde do dia 21 de novembro, não estabelecendo nenhuma data para retomar a votação. O aplicativo de votação foi desenvolvido pela Fundação de Apoio à Universidade Federal do Rio Grande do Sul, no início da semana constatou-se que o aplicativo desenvolvido pela FAURGS não seria capaz de finalizar a votação, em 26 de novembro de 2021, o partido anunciou uma empresa privada para dar continuidade ao processo de votação em 27 de novembro de 2021, após consecutivos testes técnicos.

### Resultados
Por volta das 19h do dia 27 de novembro de 2021, o presidente do PSDB, Bruno Araújo, anunciou na sede do partido em Brasília, ao lado dos pré-candidatos, a escolha de João Doria como candidato da sigla a presidência nas eleições presidências de 2022. Doria alcançou porcentagem de 53,99%, superior a 50%, assim sem necessidade de segundo turno, Eduardo Leite obteve 44,66% e Athur Virgílio 1,35%.

#### Votos Válidos
| Grupo                                                                     | Peso  | Doria              | Leite         | Virgílio        |               |             |
| ------------------------------------------------------------------------- | ----- | ------------------ | ------------- | --------------- | ------------- | ----------- |
| Grupo                                                                     | Peso  | Grupo 1 - Filiados | 25%           | 15.646 (15,38%) | 9.387 (9,23%) | 395 (0,39%) |
| Grupo 2 - Prefeitos e Vice-prefeitos                                      | 25%   | 393 (12,89%)       | 363 (11,91%)  | 6 (0,20%)       |               |             |
| Grupo 3 - Vereadores                                                      | 12,5% | 1.367 (5,93%)      | 1.491 (6,47%) | 24 (0,10%)      |               |             |
| Grupo 3 - Deputados Estaduais e Distritais                                | 12,5% | 37 (6,80%)         | 30 (5,81%)    | 1 (0,18%)       |               |             |
| Grupo 4 - Governadores, Vice-governadores, Senadores e Deputados Federais | 25%   | 27 (12,98%)        | 24 (11,54%)   | 1 (0,48%)       |               |             |
| Total (%)                                                                 |       | 53,99%             | 44,66%        | 1,35%           |               |             |